# قره‌یسر بالا
قره‌یسر بالا، روستایی از توابع بخش مرکزی شهرستان کلاله در استان گلستان ایران است.

## جمعیت
این روستا در دهستان زاوکوه قرار دارد و براساس سرشماری مرکز آمار ایران در سال 1403، جمعیت آن 894نفر (700خانوار) بوده‌است.